# N744 (België)
De N744 is een gewestweg in de Belgische provincie Limburg. Hij verbindt de N76 in Genkse wijk Hoevenzavel met de N730 in het Zutendaalse gehucht Wiemesmeer. De N744 heeft een lengte van ongeveer 8 kilometer.

## Traject
De N744 begint in de Genkse wijk Hoevenzavel en loopt dan door Waterschei. Hier heeft de weg vier rijstroken (2x2), maar er valt geregeld een rijstrook weg. In Waterschei loopt de weg o.a. langs de voormalige steenkoolmijn. Verderop volgt eerst een kruispunt met de N723, dan een oprit van de A2/E314 (oprit Genk Oost, richting Leuven) en vervolgens het kruispunt met de N75. Na dit kruispunt versmalt de weg en volgt de tweede oprit van de A2/E314 (nog een deel van de oprit Genk Oost, maar nu richting Maasmechelen). Dan loopt de weg door een veeleer bosrijk gebied tot aan zijn eindpunt, het kruispunt met de N730 in het Zutendaalse gehucht Wiemesmeer.

## N744a
De N744a is een aftakking van de N744 bij Waterschei. De 350 meter lange route gaat over de Duinenlaan heen en bestaat uit twee gescheiden rijstroken.